# Mondo (film)
Pour les articles homonymes, voir Mondo.
Pour plus de détails, voir Fiche technique et Distribution.
Mondo est un film dramatique français écrit et réalisé par Tony Gatlif, sorti en 1996.
Produit par Michèle Ray Gavras, le film est inspiré de la nouvelle de J. M. G. Le Clézio.

## Synopsis
Le film suit un orphelin survivant dans Nice grâce à la bonté des étrangers et son ingéniosité. Un jour Mondo (Ovidiu Balan) apparaît dans les rues de Nice. Il n'a pas de famille, pas de biens, pas de scolarité, mais partage un sourire brillant et bon esprit. Il est plus à l'aise dans les jardins, les champs et bord de mer de la ville car l'animation de la ville semble l'accabler. Il a de bons instincts de survie.

## Distribution
- Ovidiu Balan : Mondo
- Philippe Petit : Le Magicien
- Pierrette Fesch : Thi-Chin
- Jerry Smith : Dadi
- Schahla Aalam : compagne du magicien
- Maurice Maurin : Giordan le pêcheur
- Catherine Brun : Femme ascenseur et solo église
- Ange Gobbi : Le facteur
- Jean Ferrier : Le commissaire
- Marcel Lemuet : L'oiseleur
- Nadia Cutaïa : La boulangère
- Pierre Klouman : Homme au pop-corn

## Source de la traduction
- (en) Cet article est partiellement ou en totalité issu de l’article de Wikipédia en anglais intitulé « Mondo (film) » (voir la liste des auteurs).